# Mahamat Abdelkerim
Mahamat Abdelkerim (* 1933 in Goz Beïda, Französisch-Äquatorialafrika) ist ein tschadischer Politiker und Diplomat, der unter anderem mehrmals Minister und Botschafter war.

## Leben
Mahamat Abdelkerim, Sohn des Sultans von Dar Sila, wurde als Kandidat der Unabhängigen Demokratischen Union des Tschad UDIT (Union Démocratique Indépendente du Tchad) im März 1957 zum Mitglied der damaligen Territorialversammlung des Tschad gewählt. Nach der Unabhängigkeit von Frankreich am 11. August 1960 war er zu Beginn der Amtszeit von Staatspräsident François Tombalbaye zunächst von 1960 bis 1962 Staatssekretär im Verteidigungsministerium. Im Anschluss fungierte er 1962 kurzzeitig als Staatsminister für Koordination und daraufhin als Nachfolger von Ahmed Kotoko zwischen 1962 und 1963 als Präsident der Nationalversammlung (Assemblée nationale). Im März 1963 ließ Staatspräsident Tombalbaye neben ihm die drei Kabinettsminister Abo Nassour, Ahmed Koulamallah und Djebrine Ali Kerallah als mutmaßliche Oppositionsführer sowie viele andere christliche und muslimische Aktivisten verhaften. Anschließend löste Tombalbaye am 26. März die Nationalversammlung auf, um Neuwahlen abzuhalten, die ihm ermöglichen sollten, ungehindert weiterzuregieren.
Mitte der 1960er Jahre wurde Abdelkerim von Staatspräsident Tombalbaye rehabilitiert und übernahm zwischen 1966 und 1968 den Posten als Botschafter in Libyen. Er war ferner von 1971 bis 1973 im Kabinett Tombalbaye Minister für Viehzucht, Vermarktung tierischer Produkte, Gewässer, Wälder, Jagd und Fischerei. Im Anschluss fungierte er 1974 noch kurzzeitig als Geschäftsträger (chargé d’affaires) der Botschaft in den USA. Nach der Ermordung Tombalbayes am 13. April 1975 wurde er von Staatspräsident Félix Malloum 1976 zum Botschafter im Sudan ernannt und bekleidete dieses Amt auch unter dessen Nachfolgern bis 1980.